# هایناو (آلمان)
هایناو (به آلمانی: Hainau) یک شهر در آلمان است که در Verbandsgemeinde Nastätten واقع شده‌است. هایناو ۱۸۶ نفر جمعیت دارد.